# Gemrb
GemRB (sigla de Game engine made (with) (pre)Rendered Background, motor de videojuego creado con fondos prerenderizados) es una implementación libre del motor de videojuego de Infinity; un motor utilizado en varios videojuegos de rol, por ejemplo: Baldur's Gate 1 y 2 o Icewind Dale 1 y 2 o Planescape: Torment.
El motor no se encuentra finalizado por lo que esos videojuegos todavía no son totalmente jugables. Sin embargo, muchas de las características originales del IE (Infinity Engine) se encuentran implementadas y se han añadido algunas adicionales que facilitan la eventual creación de versiones libres de videojuegos de rol.
Mediante el uso de SDL y algunas otras bibliotecas libres e independientes de arquitectura, GemRB es capaz de ejecutarse en dispositivos como el Nokia N800.

## Videojuegos soportados
- Baldur's Gate
  - Baldur's Gate: Tales of the Sword Coast
- Baldur's Gate II: Shadows of Amn
  - Baldur's Gate II: Throne of Bhaal
- Icewind Dale
  - Icewind Dale: Heart of Winter
- Icewind Dale II
- Planescape: Torment

## Bibliotecas de programación utilizadas
- Simple DirectMedia Layer
- OpenAL

## Lenguajes de programación utilizados
- C++
- Python

C++ se utiliza para el desarrollo del motor. Python por el contrario se utiliza para el desarrollo de pequeños guiones que describen como debe actuar la Inteligencia artificial del juego (Gamescripts) o como se deben visualizar las distintas pantallas del juego (GUIScript).

## Versiones
- 0.3.1: Se ha mejorado sobre todo en la compatibilidad para Baldur's Gate II: Shadows of Amn, así como en otras áreas como inteligencia artificial de grupo, sistema de sonido y algoritmo de búsqueda de camino.